# چرخ زمان (آلبوم)
«چرخ زمان» (به انگلیسی: The Wheel of Time) آلبومی از هنرمند اهل آلمان ساندرا کرتو است که در سال ۲۰۰۲ میلادی منتشر شد.